# National Hockey League 1952/1953
National Hockey League 1952/1953 var den 36:e säsongen av NHL. 6 lag spelade 70 matcher i grundserien innan Stanley Cup inleddes den 24 mars 1953. Stanley Cup vanns av Montreal Canadiens som tog sin 7:e titel, efter finalseger mot Boston Bruins med 4-1 i matcher.
Detroitspelaren Gordie Howe blev den förste som vann poängligan tre år i rad. Säsongen 1952/1953 
fick han 95 poäng (49 mål + 46 assist).

## Grundserien
| Nr | Lag                 | S  | V  | O  | F  | GM  | IM  | MS  | P  |
| -- | ------------------- | -- | -- | -- | -- | --- | --- | --- | -- |
| 1  | Detroit Red Wings   | 70 | 36 | 18 | 16 | 222 | 133 | +89 | 90 |
| 2  | Montreal Canadiens  | 70 | 28 | 19 | 23 | 155 | 148 | +7  | 75 |
| 3  | Boston Bruins       | 70 | 28 | 13 | 29 | 152 | 172 | −20 | 69 |
| 4  | Chicago Black Hawks | 70 | 27 | 15 | 28 | 169 | 175 | −6  | 69 |
| 5  | Toronto Maple Leafs | 70 | 27 | 13 | 30 | 156 | 167 | −11 | 67 |
| 6  | New York Rangers    | 70 | 17 | 16 | 37 | 152 | 211 | −59 | 50 |

## Poängligan 1952/1953
Not: SM = Spelade matcher, M = Mål, A = Assists, Pts = Poäng
| Spelare            | Lag                | SM | M  | A  | Pts |
| ------------------ | ------------------ | -- | -- | -- | --- |
| Gordie Howe        | Detroit Red Wings  | 70 | 49 | 46 | 95  |
| Ted Lindsay        | Detroit Red Wings  | 70 | 32 | 39 | 71  |
| Maurice Richard    | Montreal Canadiens | 70 | 28 | 33 | 61  |
| Wally Hergesheimer | New York Rangers   | 70 | 30 | 29 | 59  |
| Alex Delvecchio    | Detroit Red Wings  | 70 | 16 | 43 | 59  |
| Paul Ronty         | New York Rangers   | 70 | 16 | 38 | 54  |

## Slutspelet 1953
4 lag gjorde upp om Stanley Cup-pokalen, matchserierna avgjordes i bäst av sju matcher.
Semifinaler
Detroit Red Wings vs. Boston Bruins
| Datum   | Hemma             | Mål | Borta             | Mål | Not      |
| ------- | ----------------- | --- | ----------------- | --- | -------- |
| 24 mars | Detroit Red Wings | 7   | Boston Bruins     | 0   |          |
| 26 mars | Detroit Red Wings | 3   | Boston Bruins     | 5   |          |
| 29 mars | Boston Bruins     | 2   | Detroit Red Wings | 1   | SD 12.29 |
| 31 mars | Boston Bruins     | 6   | Detroit Red Wings | 2   |          |
| 2 april | Detroit Red Wings | 6   | Boston Bruins     | 4   |          |
| 5 april | Boston Bruins     | 4   | Detroit Red Wings | 2   |          |

Boston Bruins vann semifinalserien med 4-2 i matcher
Montreal Canadiens vs. Chicago Black Hawks
| Datum   | Hemma               | Mål | Borta               | Mål | Not     |
| ------- | ------------------- | --- | ------------------- | --- | ------- |
| 24 mars | Montreal Canadiens  | 3   | Chicago Black Hawks | 1   |         |
| 26 mars | Montreal Canadiens  | 4   | Chicago Black Hawks | 3   |         |
| 29 mars | Chicago Black Hawks | 2   | Montreal Canadiens  | 1   | SD 5.18 |
| 31 mars | Chicago Black Hawks | 3   | Montreal Canadiens  | 1   |         |
| 2 april | Montreal Canadiens  | 2   | Chicago Black Hawks | 4   |         |
| 4 april | Chicago Black Hawks | 0   | Montreal Canadiens  | 3   |         |
| 7 april | Montreal Canadiens  | 4   | Chicago Black Hawks | 1   |         |

Montreal Canadiens vann semifinalserien med 4-3 i matcher

## Stanley Cup-final
Montreal Canadiens vs. Boston Bruins
| Datum    | Hemma              | Mål | Borta              | Mål | Spelplats                   | Not     |
| -------- | ------------------ | --- | ------------------ | --- | --------------------------- | ------- |
| 9 april  | Montreal Canadiens | 4   | Boston Bruins      | 2   | Forum de Montréal, Montréal |         |
| 11 april | Montreal Canadiens | 1   | Boston Bruins      | 4   | Forum de Montréal, Montréal |         |
| 12 april | Boston Bruins      | 0   | Montreal Canadiens | 3   | Boston Garden, Boston       |         |
| 14 april | Boston Bruins      | 3   | Montreal Canadiens | 7   | Boston Garden, Boston       |         |
| 16 april | Montreal Canadiens | 1   | Boston Bruins      | 0   | Forum de Montréal, Montréal | SD 1.22 |

Montreal Canadiens vann finalserien med 4-1 i matcher

## NHL awards
| 1952–53 NHL awards         | 1952–53 NHL awards                     |
| -------------------------- | -------------------------------------- |
| Prince of Wales Trophy:    | Detroit Red Wings                      |
| Art Ross Memorial Trophy:  | Gordie Howe, Detroit Red Wings         |
| Calder Memorial Trophy:    | Lorne "Gump" Worsley, New York Rangers |
| Hart Memorial Trophy:      | Gordie Howe, Detroit Red Wings         |
| Lady Byng Memorial Trophy: | Red Kelly, Detroit Red Wings           |
| Vezina Trophy:             | Terry Sawchuk, Detroit Red Wings       |

## All-Star
| Första                           | Position | Andra                               |
| -------------------------------- | -------- | ----------------------------------- |
| Terry Sawchuk, Detroit Red Wings | M        | Gerry McNeil, Montreal Canadiens    |
| Red Kelly, Detroit Red Wings     | B        | Bill Quackenbush, Boston Bruins     |
| Doug Harvey, Montreal Canadiens  | B        | Bill Gadsby, Chicago Black Hawks    |
| Fleming MacKell, Boston Bruins   | C        | Alex Delvecchio, Detroit Red Wings  |
| Gordie Howe, Detroit Red Wings   | HF       | Maurice Richard, Montreal Canadiens |
| Ted Lindsay, Detroit Red Wings   | VF       | Bert Olmstead, Montreal Canadiens   |